# Kanzelbahn
Die Kanzelbahn ist eine Einseilumlaufbahn, ursprünglich eine Pendelbahn, auf die Kanzelhöhe in Kärnten. Sie ist die älteste Seilbahn Kärntens. Die Talstation befindet sich in Annenheim.
Betrieben wird die Bahn von der Gerlitzen-Kanzelbahn-Touristik GmbH & Co. KG.

## Geschichte
Die Idee, eine Seilbahn auf den Berg Kanzelhöhe zu bauen, ist von 1908 dokumentiert: Lange vor einem möglichen Skitourismus hatte der Villacher Rechtsanwalt Ludwig Aichelberg die Idee einer Aufstiegshilfe. 1911 gab es ein erstes Projekt der Firma Frutiger, das aber vom Ersten Weltkrieg unterbrochen wurde. Nach Ende des Krieges wurde die Idee wieder aufgenommen und Aichelberg von der Stadt Villach unter Bürgermeister Gustav Pomaroli (SPÖ) unterstützt.
Der Südtiroler Ingenieur Luis Zuegg wurde beauftragt, eine Seilbahn zu entwerfen. Zuegg versuchte, kostengünstig zu arbeiten, indem er weite Strecken der Bahn stützenlos plante. Zuegg kooperierte mit der damals bedeutendsten Seilbahnfirma der Welt, Bleichert & Co. aus Leipzig. Die Firma bot Zuegg 1920 einen Lizenzvertrag an, welchen er unterschrieb, und so entstand das System „Bleichert-Zuegg“, nach dem weltweit zahlreiche Bahnen gebaut wurden. So auch 1928 die Kanzelbahn. Die Pendelseilbahn wurde dann auch von Adolf Bleichert & Co. in Zusammenarbeit mit der Simmeringer Waggon- und Maschinenfabrik gebaut. Diese hatte eine Förderleistung von ca. 500 Personen pro Stunde. Ursprünglich war sie nur für den Sommerbetrieb gedacht. Erst mit dem Bau eines Sesselliftes wurde sie auch für den Wintertourismus genutzt. Jedoch musste dafür eigens ein Skibus zwischen der Bahn und dem eigentlichen Skigebiet fahren. Zurück ging es mittels eines kurzen Schlepplifts, etwa 350 Meter südlich der heutigen Bergstation und über einen Skiweg.
1987 wurde im Zuge der Modernisierung die heutige Kanzelbahn, eine kuppelbare Gondelbahn für vier Personen, durch Doppelmayr errichtet. Die Stationsgebäude blieben bestehen, wobei die Talstation heute noch als Spannschacht genutzt wird. Die neue Bahn weist eine Förderleistung von ca. 1500 Personen pro Stunde auf. Auch ist sie länger und endet, im Gegensatz zum Vorgänger, direkt auf der Kanzelhöhe.